# Euchromalia
Euchromalia là một chi bướm đêm thuộc họ Erebidae.